# Stephen Decatur
Stephen Decatur Jr.  (Sinepuxent, 5 de janeiro de 1779 - Washington, D.C., 22 de março de 1820) foi um oficial naval estadunidense notável por seu heroísmo nas Guerras Berberes e na Guerra anglo-americana de 1812.

## Vida
Seu pai, Stephen Decatur Sr., era um comodoro da Marinha dos Estados Unidos que serviu durante a Revolução Americana; ele trouxe o Stephen mais jovem para o mundo dos navios e da vela desde cedo. Pouco depois de cursar a faculdade, Decatur seguiu os passos de seu pai e ingressou na Marinha dos EUA aos dezenove anos como aspirante.
Decatur supervisionou a construção de vários navios da Marinha, um dos quais ele mais tarde comandou. Promovido aos 25 anos, ele é o homem mais jovem a alcançar o posto de capitão na história da Marinha dos Estados Unidos. Ele serviu sob três presidentes e desempenhou um papel importante no desenvolvimento inicial da Marinha. Em quase todos os teatros de operações, o serviço da Decatur foi caracterizado por atos de heroísmo e desempenho excepcional. Seu serviço na Marinha dos EUA o levou através das Guerras Berberes no norte da África, da Quase-Guerra com a França e da Guerra de 1812 com a Grã-Bretanha. Ele era conhecido por sua habilidade natural de liderar e por sua preocupação genuína com os marinheiros sob seu comando. Suas inúmeras vitórias navais contra a Grã-Bretanha, a França e os estados bárbaros estabeleceram a Marinha dos Estados Unidos como uma potência em ascensão.
Durante este período serviu a bordo e comandou muitos navios de guerra e acabou por se tornar membro do Conselho de Comissários da Marinha. Ele construiu uma grande casa em Washington, conhecida como Decatur House, na Lafayette Square, e foi o centro da sociedade de Washington no início do século XIX. Ele se tornou um membro afluente da sociedade de Washington e contou com James Monroe e outros dignitários de Washington entre seus amigos pessoais.
A carreira de Decatur chegou ao fim cedo quando ele foi morto em um duelo com o comodoro James Barron. Eles lutaram depois que ele se recusou a retratar as observações que ele fez sobre a conduta de Barron no caso Chesapeake – Leopard em 1807. Decatur emergiu como um herói nacional em sua própria vida, tornando-se o primeiro herói pós-guerra revolucionária. Seu nome e legado, como o de John Paul Jones, tornaram-se identificados com a Marinha dos Estados Unidos.